# Airbag (película)
Airbag es una película española de 1997 dirigida por Juanma Bajo Ulloa y protagonizada por Karra Elejalde, Fernando Guillén Cuervo y Alberto San Juan.

## Argumento
Juantxo (Karra Elejalde) pertenece a la alta sociedad, tiene una carrera universitaria, un magnífico trabajo y va a casarse con una chica guapa y rica: Araceli de Alda (Raquel Meroño). Mientras celebra su despedida de soltero en un "puticlub" (o sea, en un prostíbulo), pierde el anillo de compromiso y se ve obligado a buscarlo junto a sus amigos Paco (Alberto San Juan) y Konradín (Fernando Guillén Cuervo).

## Reparto
- Karra Elejalde (Juan José "Juantxo" Ortiz de Zárate)
- Fernando Guillén Cuervo (Konradín)
- Alberto San Juan (Paco)
- Manuel Manquiña (Pazos)
- Maria de Medeiros (Fátima do Espírito Santo)
- Francisco Rabal (João Villambrosa)
- Rosa María Sardà (Aurora)
- Luis Cuenca (Souza)
- Pilar Bardem (Hermenegilda, dueña del puticlub)
- Karlos Arguiñano (don Serafín Ortiz de Zárate)
- Albert Pla (cura)
- Vicenta Ndongo (Vanessa)
- Raquel Meroño (Araceli de Alda)
- Fernando Sansegundo (Touriño)
- Aitor Mazo (Pintinho)
- Santiago Segura (candidato Santiago Paíño)
- Javier Cansado (Cady Palomeque)
- Carmen de la Maza (Madre de Konradín)
- Nathalie Seseña (Argentina 'Scandalo')
- Juanjo Puigcorbé (Jugador timba)
- Alaska (Jugadora timba)
- Javier Bardem ("José Alberto")
- David Trueba (Reportero)

## Palmarés cinematográfico
- 2 Goya en la 12.ª edición al mejor montaje y efectos especiales; nominación al actor revelación (Manuel Manquiña).
- Nominada a los Premios 1997 del Círculo de Escritores Cinematográficos (CEC) al mejor montaje y Gimeno-Revelación (Manuel Manquiña).

## Rodaje
Al tratarse de una roadmovie se rodó en diversas provincias españolas: Madrid, Guadalajara, Toledo, Segovia, Cantabria y Navarra.